# Maimana
Maimana (persană میمنه) este un oraș din Afganistan.